# Hermandad de la O (Córdoba)
La Hermandad penitencial de las Cinco Llagas y Cofradía de Nazarenos de Nuestro Padre Jesús de la Victoria en sus Tres Caídas y María Santísima de la O, es una Hermandad de culto católico de la ciudad de Córdoba. Tiene su sede canónica en la Iglesia de Nuestra Señora de la Aurora, de la barriada de Fátima, y realiza su Estación de Penitencia a la Parroquia de la Virgen de Fátima, del mismo barrio, en la tarde-noche del Sábado de Pasión.

## Historia
El origen de la corporación se remonta al año 1993. En un primer momento intentó establecer su sede en la Ermita de Nuestra Señora de la Consolación, pasando posteriormente por el Juramento de San Rafael, para acabar en la recién consagrada Iglesia de la Aurora en 1996. En ese mismo año se produjo la bendición por parte de José Antonio Infantes Florido, Obispo de Córdoba, de la imagen de la dolorosa bajo la advocación de la O obra del imaginero Antonio Bernal. Así, ya en el año 1998, la aglomeración de fieles en torno a la imagen llegó a alcanzar los 400 hermanos. Sin embargo, tras un periodo de decaimiento, llegó al año 2015 con tan sólo 30 personas en su cuota de hermanos.

El resurgir de la corporación llegaría poco después, en el año 2016, con la procesión extraordinaria de la dolorosa por las calles de su barrio de Fátima con motivo del XX Aniversario de su bendición. 
Dos años más tarde, en el año 2018, la corporación se estrenó en las vísperas de la Semana Santa de Córdoba procesionando a María Santísima de la O por primera vez bajo palio. El paso tuvo que realizar su salida desde una carpa dispuesta por la Pro-Hermandad debido a la negativa del Ayuntamiento de Córdoba a que pudiera llevarse a cabo el montaje y salida desde el complejo del Centro Cívico de Levante. De hecho, ya en este año y en el siguiente, la corporación llevó a cabo una recogida de firmas entre los vecinos del barrio, con el objetivo de hacer cambiar de opinión al consistorio y que le permitiese realizar su salida desde este edificio. 
Por otro lado, en ese mismo año, se llevaron a cabo los preparativos para el encargo de la imagen cristífera de la Pro-Hermandad, la cual si bien en un principio se pretendía que representara el misterio de la Sagrada Lanzada, los hermanos finalmente optaron en que ilustrase la escena de las Tres Caídas de Jesucristo en el camino al Gólgota. De esta manera, el título de las Cinco Llagas continuó formando parte del nombre oficial de la corporación, pero sólo de forma conmemorativa. Así, ya en el año 2019, tiene lugar la bendición de Nuestro Padre Jesús de la Victoria, además de la aprobación de sus nuevos estatutos ad experimentum, como un paso más para convertirse en una auténtica Hermandad Penitencial. A partir de entonces, la Pro-Hermandad buscó definir los elementos de su cortejo, entre ellos la cruz de guía, el bacalao o el propio hábito nazareno. 
Así, tras dos años inéditos de desfiles procesionales por la pandemia de COVID-19, la Pro-Hermandad comenzó en 2021 con los actos conmemorativos por el XXV Aniversario de la bendición de la imagen de María Santísima de la O. Estos finalizarían en el mes de octubre, con un solemne traslado hasta la  Mezquita Catedral el viernes 29, el cual se vio interrumpido por la lluvia y que obligó a la corporación a buscar refugio en la Iglesia de Nuestra Señora del Carmen de Puertanueva. Finalmente, la imagen fue trasladada de forma privada hasta el Templo Mayor de la ciudad, donde al día siguiente, y sobre su paso de palio, presidió una Eucaristía oficializada por D. Demetrio Fernández, Obispo de Córdoba. Sin embargo, la Salida Extraordinaria prevista para el domingo 31, en la que se suponía que la Pro-Hermandad debía regresar a su sede canónica, se vio retrasada una semana debido a las inclemencias meteorológicas. Así, el domingo 7 de noviembre, la corporación realizó su salida desde la Santa Iglesia Catedral, desde la que inició un itinerario en el que recorrió varios de los puntos más destacadas del centro histórico de la ciudad. Como acompañamiento musical, y al no poder contar con la banda que habitualmente ponía sus sones tras la paso de palio, la Pro-Hermandad contrató a la Banda de Música de la Esperanza para esta procesión extraordinaria. Finalmente, tras un cálido recibimiento de su barrio, la imagen de María Santísima de la O hizo su entrada en el Centro Cívico de Levante, desde el que la corporación llevaba largo tiempo pidiendo realizar su salida el Sábado de Pasión.  Desde entonces, la Pro-Hermandad ha realizado su salida desde este complejo con el respectivo permiso del consistorio local.
La aprobación de los estatutos para conformarse como una verdadera Hermandad llegaría en el año 2024, año en el también se incoporaría al cortejo la imagen de Nuestro Padre Jesús de la Victoria.  Acompañado musicalmente por la Agrupación Musical del Santísimo Cristo de Gracia de Córdoba, la imagen cristífera procesionó por primera vez sobre su propio paso de misterio, siendo éste acompañado por las imágenes de Simón de Cirene y un sayón, ambos obras del imaginero Juan Manuel Montaño.

## Imágenes Titulares

### Nuestro Padre Jesús de la Victoria en sus Tres Caídas
Obra del imaginero Antonio Bernal en el año 2019, se trata de una talla cristífera de Jesús cargando con la Cruz.
Iconograficamente, y una vez que quede completado el paso de misterio, representará la escena en la que Jesús, tras el esfuerzo realizado durante el camino al Gólgota, cae por tercera vez preso del peso del madero. En ese momento, un soldado romano a caballo, viendo la situación en la que se encuentra Jesús, ordena a Simón de Cirene, a cargar con la Cruz. En la actualidad, procesiona sobre un paso donado por varios de los hermanos de la corporación, junto a las tallas de Simón de Cirene, que sujeta la Cruz desde su parte inferior, y un sayón, que tira con una cuerda del cuello del Señor. Ambas son imágenes del imaginero Juan Manuel Montaño del año 2024, quien está previsto que realice el resto del misterio.

### María Santísima de la O
Es una imagen de una Dolorosa, obra también de Antonio Bernal. Está realizada en madera de cedro en el año 1994, y se trata de una imagen de candelero para vestir, de cabeza completa con cabellera tallada, busto y manos. 
Procesiona sobre un paso de palio estrenado en 2018 y que en la actualidad se encuentra en fase de ejecución. El techo, de terciopelo burdeos, contrasta con la bambalina frontal, la cual combina el bordado sobre malla y la talla en madera. Ésta es obra de Antonio Villar bajo diseño de Miguel Ortiz. El resto de bambalinas son de malla. 

## Música
- Paso de misterio de Nuestro Padre Jesús Victoria: Agrupación Musical del Santísimo Cristo de Gracia (Córdoba)

- Paso de palio de María Santísima de la O: Banda de Música Villa de Osuna (Osuna, Sevilla).

### Patrimonio Musical
- O, Madre, compuesta por José Carlos Archilla Luque (2017)
- O, Reina de Fátima por José Carlos Archilla Luque (2021)
- ¡Tú eres Victoria! compuesta por Manuel Roldán (2024).

## Salida procesional
| Predecesor: Presentación al Pueblo | Orden de salida (Vísperas) Sexto lugar | Sucesor: Las Lágrimas |